# Paraneosybra
Paraneosybra is een kevergeslacht uit de familie van de boktorren (Cerambycidae). De wetenschappelijke naam van het geslacht werd voor het eerst geldig gepubliceerd in 1978 door Hayashi.

## Soorten
Paraneosybra is monotypisch en omvat slechts de volgende soort:
- Paraneosybra fulvofasciata Hayashi, 1978